# Corea del Sur en los Juegos Olímpicos de Helsinki 1952
Corea del Sur estuvo representada en los Juegos Olímpicos de Helsinki 1952 por un total de 19 deportistas, 18 hombres y una mujer, que compitieron en 6 deportes.

## Medallistas
El equipo olímpico surcoreano obtuvo las siguientes medallas:
| Nombre        | Deporte      | Competición |
| ------------- | ------------ | ----------- |
| Oro           |              |             |
| —             |              |             |
| Plata         |              |             |
| —             |              |             |
| Bronce        |              |             |
| Kang Joon-Ho  | Boxeo        | 54 kg M     |
| Kim Seong-Jip | Halterofilia | 75 kg M     |